# Hail Horror Hail
Hail Horror Hail è il terzo album in studio del gruppo musicale giapponese Sigh, pubblicato nel 1997 dalla Cacophonous Records.

## Tracce
1. Hail Horror Hail – 5:07
2. 42 49 – 7:43
3. 12 Souls – 6:56
4. Burial – 1:30
5. The Dead Sing – 7:14
6. Invitation to Die – 5:17
7. Pathetic – 2:21
8. Curse of Izanagi – 6:01
9. Seed of Eternity – 9:19

## Formazione

### Gruppo
- Mirai Kawashima – voce, basso, tastiere, pianoforte, organo, vocoder, batteria, programmazione, effetti, campionamenti
- Shinichi Ishikawa – chitarra, basso
- Satoshi Fujinami – batteria, percussioni, tamburello, battito di mani, triangolo, Güiro